# Jihotyrolská svoboda

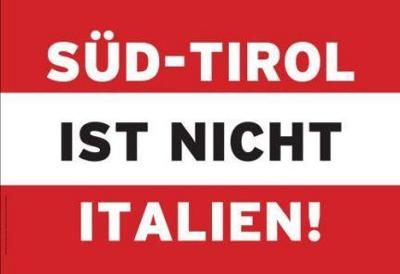
Transparent s názvem 'Süd-Tirol ist nicht Italien.'

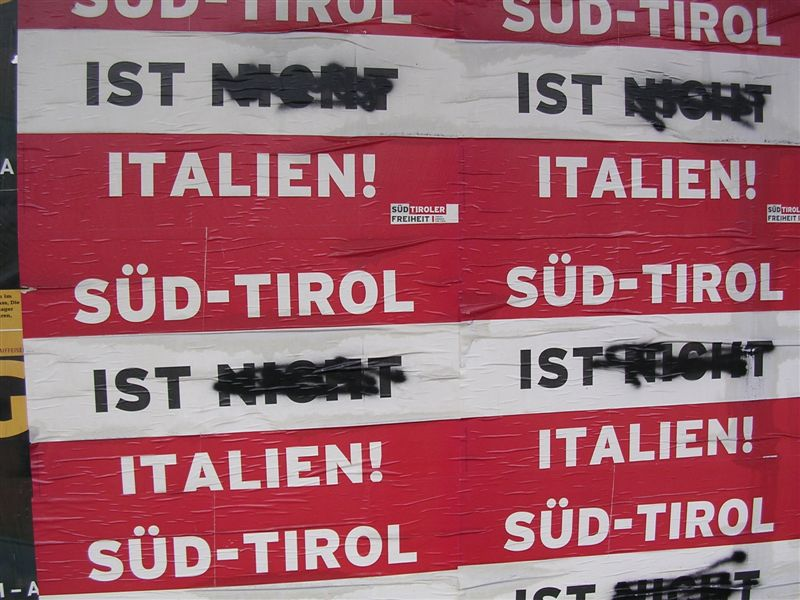
Ten stejný plakát na území Itálie.

Jihotyrolská svoboda (německy Süd-Tiroler Freiheit), zkráceně STF, je nacionalistická německojazyčná politická strana, působící v Jižním Tyrolsku, v Itálii. Jejím cílem je znovuspojení Jižního Tyrolska s Tyrolskem v rámci Rakouska.
Byla založena v roce 2007 a jejím předsedou byla Eva Klotz. Strana je členem-pozorovatelem Evropské svobodné aliance.

## Volební výsledky

### Zemský sněm Jižního Tyrolska
| Volby | Hlasy  | Hlasy | Mandáty | Mandáty | Pozice |
| Volby | Abs.   | %     | Abs.    | ±       | Pozice |
| ----- | ------ | ----- | ------- | ------- | ------ |
| 2008  | 14 888 | 4.9   | 2/35    | ▲2      | ▲6.    |
| 2013  | 20 736 | 7.2   | 3/35    | ▲1      | ▲4.    |
| 2018  | 16 927 | 6.0   | 2/35    | ▼1      | ▼6.    |
| 2023  | 30 583 | 10.9  | 4/35    | ▲2      | ▲3.    |